# Trochetia parviflora
Trochetia parviflora är en malvaväxtart som beskrevs av Boj.. Trochetia parviflora ingår i släktet Trochetia och familjen malvaväxter. Inga underarter finns listade i Catalogue of Life.